# Choi Yoon-yeol
Choi Yoon-yeol (최윤열?, 崔潤烈?; Andong, 17 aprile 1974) è un ex calciatore sudcoreano, di ruolo centrocampista.